# Заседа код Лепенице 1943.
У долини реке Лепенице 21 километар западно од Сарајева колона противтенковског батаљона 7. СС дивизије 19. јула 1943. ушла је у заседу делова Прве крајишке бригаде. У борби која је трајала краће од једног сата, немачка јединица претрпела је тешке губитке од 47 погинулих, 5 рањених и једног несталог по властитом извештају.
Овај сукоб забележен је у дневном извештају за 21. јули команде југоистока команди оружаних снага.

## Околности сукоба
У другој половини јуна, јулу и августу 1943. Пета крајишка дивизија дејствовала је у широј околини Сарајева. У том периоду Главна оперативна група пробила се након операције Шварц са Зеленгоре у источну Босну, уништавајући локалне осовинске гарнизоне. 7. СС и 369. легионарска дивизија пребачене су након окончања операције Шварц у источну Босну са циљем сузбијања дејстава НОВЈ. Пета крајишка дивизија, чији је основни задатак било опште садејство Главној оперативној групи НОВЈ у источној Босни, укључила се у збивања на овом динамичном попришту.
Деловање Пете дивизије у том периоду било је врло офанзивно. Без неке сталније слободне територије, бригаде су биле у сталном покрету. Њене јединице нападале су поједине гарнизоне, привредне и саобраћајне објекте и колоне осовинских снага. На комникацијама су стално биле активне веће или мање заседе. Међу најуспешнијим борбама истиче се заузимање Какња 28. јуна, борба код села Равне 7. јула, борба за Подлугове 17. јула, борба на Берберуши 26. јула и напад на аеродром Рајловац 11. августа.

## Ток борби
Нападне групе 7. СС и 369. легионарске дивизије настојале су да енергичним акцијама захвате и разбију делове Пете дивизије, али без успеха. Сазнавши за припремљену немачку акцију већег обима, да би избегла евентуално окружење, Пета дивизија се 16/17. јула пробила преко реке Босне на запад. Снаге 7. СС дивизије са потчињеним усташко-домобранским снагама покушавале су да је захвате и разбију, па је дошло до низа окршаја у области Кисељака и Високог. Прва крајишка бригада током ноћи 18/19. јула заузела је Кисељак, да би га током дана 19. јула Немци поново заузели и утврдили. Из Кисељака су уз садејство авијације наставили нападе на околне положаје партизана. Након снажног ваздушног напада, колона 7. СС противтенковског батаљона кренула је преко отвореног терена у наступање према положајима 3. батаљона Прве крајишке.
Како су се Немци кретали брзо и без довољно обезбеђења, штаб крајишког батаљона уочио је прилику да их увуче у заседу. Распоредио је борце према линији наступања есесоваца, наредивши да се не отвара ватра пре наређења команданта. Кад је цела немачка колона ушла у заседу, на њих је са блиског одстојања отворена ватра 27 батаљонских пушкомитраљеза. Немци су били изненађени и потпуно разбијени, па је на њих извршен јуриш. За мање од једног сата борбе постигнута је победа. Батаљон 7. СС дивизије је разбијен, нанети су му тешки губици, а остатак се у нереду спасио бекством према Хан-Плочи. Заплењена је велика количина оружја и опреме.
Према мишљењу команданта 3. батаљона Прве крајишке Мирка Зеца, како је пренето у књизи о Првој крајишкој бригади, Немци су наступали слободно и без неопходног обезбеђења јер су били убеђени да су се после снажног ваздушног напада партизани несумњиво повукли са те позиције.
У свом чланку о овој борби, комесар истог батаљона Драго Ђукић изнео је другачију претпоставку. Према његовом гледишту, основни разлог немачког журног наступања била је издаја од стране једне локалне становнице. Батаљон је наиме био веома исцрпљен од вишедневних борби и покрета, па се зауставио у селу Хомољска Ћуприја на речици Лепеници на кратак одмор. Услед исцрпљености људства, занемарене су неке мере опреза. О овоме је једна становница одмах обавестила Немце, па су они пожурили како би затекли партизане неспремне.
(СС батаљон) Кретао се дуж пута Хан-Плоче - Хомољска Ћуприја, и то: са једном четом самим путем а са друге двије десно и лијево од пута, на удаљењу од 100 метара. Наступао је у колонама без истурених дијелова и брзо, са очитом намјером да наш батаљон ухвати на спавању, опколи и уништи.
Осматрачи су приметили наступање Немаца у тренутку кад су ови већ пришли на око 500 метара. У тренутку је постојала опасност од панике и неорганизованог извлачења, што би било плаћено тешким губицима, јер је повлачење било могуће само страном голог брда која је изложена ватри непријатељских оруђа. Штабови су успели да предупреде панику и успели су журно и у потаји да извуку јединице равницом кроз кукурузе, и распореде их према правцу немачког наступања. На тај начин је немачки батаљон, настојећи да изненади непријатеља, сам био изненађен.
У извештају 7. СС дивизије од 20. јула 1943. године стоји:
Јужно од Хан-Плоча, у долини Лепенице, 10 км југоисточно од Кисељака, доведени су дијелови 7. окл. лов. батаљона по једној агентици у клопку те су уништени...
Према документима Прве крајишке бригаде, борба се одиграла 19. јула 1943. Међутим, команда југоистока је известила о њој у извештају за 21. јули.

## Губици обеју страна
Немачка команда југоистока је у свом дневном извештају обавестила команду оружаних снага о овој борби. Немачки извештај о томе каже следеће:
СС дивизија: Делови противтенковског батаљона упали у заседу у долини Лепенице (21 [километар] западно од Сарајева). 47 мртвих (од тога 3 официра), 5 рањених, 1 старјешина нестао. 43 избројена непријатељска мртва. Луфтвафе тукла узвисине с обје стране Лепенице. Мере одмазде отпочете...
У књизи о првој крајишкој пролетерској бригади стоји следеће:
Када је и зачеље ушло у засједу, пиштаљка команданта батаљона продорно се огласила и одјекнуо је неуједначени плотун. Непријатељски војници су покушали да се одбране, али су многи већ пали. За непун час борбе убијено је 84, рањено 36, а заробљена су 4 војника. Заплијењена су 2 противтенковска топа, 4 пушкомитраљеза, 6 митраљеза, 42 пушке, 2.000 метака, 16 граната, доста обуће одјеће и санитетског материјала. У јуришу је живот изгубио водник Петар Вржина, а 2 борца су рањена.
Приметно је да оба извештаја умањују своје губитке и максимализују губитке непријатеља. Највећа разлика је у броју убијених партизана, Немци тврде да су партизани имали 43 погинула, а партизани наводе губитке од 1 убијеног и 2 рањена. С обзиром да су партизани остали на попришту, поклапање између партизанског извештаја о заплењеном оружју и сопствених губитака у немачком извештају, сугерише да је немачки број о сопственим губицима приближно тачан. С друге стране, постоји поименична евиденција бораца Прве крајишке бригаде, са детаљима о месту погибије, што сугерише тачност партизанског извештаја о сопственим губицима.